# Bo Sundgren
Bo Erik Sundgren, född 21 juni 1946, död 21 maj 2020 i Solna distrikt, var en svensk statistiker.

## Biografi
Sundgren avlade filosofisk ämbetsexamen i matematik och statistisk matematik 1967 vid Stockholms universitet och disputerade där i informationsbehandling 1973 med en nytänkande avhandling inom  konceptuell modellering.
Åren 1968 till 2009 var han verksam på Statistiska centralbyrån. Utifrån idéer i hans avhandling togs på 1970-talet den första databasen för offentlig statistik fram på Statistiska centralbyrån i Sverige. Detta bidrog till att Sverige redan 1996 kunde göra statistiken tillgänglig via internet. Sundgren belönades för detta arbete genom att 1997 bli utsedd till ”Årets statistiker”. Från 1982 var han även verksam inom universitetsvärlden - Uppsala, Linköpings och Stockholms universitet, Mittuniversitetet och Handelshögskolan i Stockholm.
Han var adjungerad professor i informationsbehandling med särskild inriktning mot automatisk datahantering vid Handelshögskolan i Stockholm 1987–2005.
Sundgren är begravd på Solna kyrkogård.